# Visaginas
Visaginas is een stad en gemeente in het uiterste noordoosten van Litouwen.
Visaginas werd speciaal gebouwd om de werknemers van de kerncentrale Ignalina, hoofdzakelijk van Russische origine, te kunnen huisvesten. De stad heette destijds Sniečkus, naar Antanas Sniečkus, de leider van de Communistische Partij van Litouwen in de jaren 1940-1974. De eerste steen werd op 10 augustus 1975 gelegd. Pas na de sovjettijd kreeg Visaginas zijn huidige naam, naar een van de dorpen die moesten wijken voor de aanleg van de stad.
De bevolking van de stad bestaat nog steeds in meerderheid uit Russen. Verreweg de grootste werkgever is de kerncentrale, die echter in 2009 volledig is gesloten. De centrale zal worden vervangen door een modernere centrale, die wel de naam van Visaginas draagt (Ignalina ligt 50 km ten zuiden van Visaginas).
Visaginas ligt in een rijk bebost natuurgebied met verschillende meren, waaronder het grootste meer van Litouwen, het Drūkšiaimeer.

## Verkeer
De spoorweg Vilnius–Daugavpils loopt langs Visaginas, waardoor er goede verbindingen zijn. Daarnaast ligt de stad aan een snelweg.